# 宝塚町
宝塚町（たからづかちょう）は兵庫県川辺郡に1951年から1954年まで存在した町。現在の宝塚市は1954年に新設合併で誕生したものであり、本町とは異なる自治体である。
町制施行するまでは小浜村（こはまむら）であった。現在の宝塚市南部、武庫川左岸に位置する。

## 地理
地域の大半が武庫川の扇状地にあたり、西から南に流れる武庫川と東を流れる天王寺川が村境となり、北は長尾山・中山まで続く丘陵地帯となっている。丘陵伝いを東西にJR福知山線、阪急宝塚線が走る。
農村地帯で田畑が多くを占めたが、宝塚駅周辺から宅地化が進み、現在は田畑の殆どは宅地となり、丘陵地帯も住宅やマンションが造成されている。

## 歴史
- 江戸時代は摂津国に属し、武庫郡の川面村・見佐村、川辺郡の安倉村・小浜町・米谷村・安場村であった。
- 1885年（明治18年） - 川面村が安場村を併合する。
- 1889年（明治22年）4月1日 - 町村制施行により、川面村、見佐村、安倉村、小浜町、米谷村が合併、川辺郡小浜村となった。
- 1897年（明治30年）12月27日 - 村域中央に阪鶴鉄道（現 福知山線）開通。
- 1910年（明治43年）3月10日 - 箕面有馬電気軌道（現 阪急宝塚線）開通。
- 1951年（昭和26年）3月15日 - 小浜村が町制を施行して改称、宝塚町となる。
- 1954年（昭和29年）4月1日 - 良元村と合体合併して宝塚市が成立する。

## 合併した町村
町村制施行以前に消滅した安場を除き、江戸時代の村名は現在まで地名（大字など）として受け継がれている。だんじり祭に代表される産土神を中心とした村の連帯が今も残る地区が多い。
なお下記の解説にある地区ごとの概況は、各町村のあった当時から現在に至るものである。その後の区画整理によって村を跨いで付けられた地名もあり、現在の地名は一部重複する。
（以下、武庫郡）

### 川面村
- 川面（かわも）村は現在の桜ケ丘、御殿山1 - 4丁目、宮の町、旭町1 - 3丁目、武庫川町、栄町1 - 3丁目、向月町、鶴の荘、すみれが丘1 - 4丁目、清荒神1丁目、米谷1 - 3丁目、美座2丁目、川面。武庫川河岸部には宝塚駅と宝塚大劇場がある。清荒神駅にかけての河岸及び丘陵は住宅街が多く、山麓のすみれが丘には巨大マンション団地が建設されている。
- 948年に藤原忠平が川面牧の鷹を朱雀上皇に献じたとあり[1]、源頼綱が寄進した摂関家の私牧であった。
- 鎌倉時代から室町時代にかけては河面荘と呼ばれる親王の荘園であった。室町時代から、川面村と称した。
- 江戸時代初期は大部分が摂津国武庫郡、残りが同川辺郡に属したが、享保19年（1734年）から全域が武庫郡となった。
- 産土神は川面神社で、だんじり祭は3基の地車が宮入りする。

### 見佐村
- 見佐（みざ）村は現在の美座1 - 2丁目、小浜1 - 3丁目。小中学校・宝塚郵便局・スポーツセンターなどの公共施設が建つ。
- 武庫川沿いの細長い村域で、幾度となく氾濫の被害にあっている。
- 古代は大和豪族の牟佐（むさ）一族が移住したため、転訛して見佐になったという。
- 武庫川の氾濫により位置と所属する郡が変動し、17世紀初期までは川辺郡、中期以降は武庫郡に所属した。
- 産土神の見佐神社は明治30年（1897年）の武庫川の氾濫で大破し、大正元年（1912年）小浜の皇太神社（現：皇大神社）に合祀された。
- 当地区に小浜村役場が置かれた。

（以下、川辺郡）

### 安倉村
- 安倉（あくら）村は現在の安倉中1 - 6丁目、安倉北1 - 5丁目、安倉西1 - 4丁目、安倉南1 - 4丁目、金井町、口谷西1 - 3丁目、弥生町、泉町、小浜1 - 2・4丁目、寿町、米谷1丁目。宝塚インターチェンジ南東の大住宅街。
- 元々、安倉7郷から成ったとされる。
- 産土神である住吉神社の縁起では、応神天皇（誉田別命）が当地で狩猟をし住吉神社で馬の鞍を休まれた故事より、地名を安鞍、社号を誉田別安鞍住吉神社と称するようになったと伝えられる。
- 古墳が多かったと伝えられるが、その殆どは残っていない。3世紀頃に築かれた安倉高塚古墳からは「□烏七年」（3世紀）の年号が入った呉の神獣鏡が発掘されている。
- 検地記録によっては阿倉、安倉、安倉良と表記が混在していたが、17世紀後半より安倉の表記が一般的となる。

### 小浜町
- 小浜（こはま）町は現在の小浜1 - 5丁目、旭町3丁目。小浜宿を中心とした地域で、現在も旧家が多く残り、宝塚市立小浜宿資料館がある。
- 9世紀に国府が、15世紀に小浜荘と毫摂寺が創建され、真宗寺内町として城塞化、小浜城とも呼ばれた。
- 交通の要衝でもあり、17世紀には小浜宿が設けられ、宝塚市域唯一の町として発展した。農地は少なく、農業より商業や製造業中心であった。
- 産土神は皇太神社で、前述の見佐神社合祀後、皇大神社へ表記を変えた。

### 米谷村
- 米谷（まいたに）村は現在の米谷、米谷1 - 2丁目、三笠町、売布1 - 4丁目、売布ガ丘、売布東の町、売布山手町、泉町、寿町、中山寺3丁目、清荒神1 - 5丁目、今里町、旭町1 - 2丁目、星の荘。中央に中国自動車道が走り、阪急宝塚線北の丘陵部には売布神社・清荒神清澄寺など旧跡が残る。
- 605年に産土神の売布神社が創建され、後に売布谷（めふたに）か米種（まいたね）が転訛して米谷になったと言われている。
- 中世は米谷庄で、賀茂別雷神社が支配する荘園となった[2]。

### 安場村
- 安場（やすば）村は現在の川面1 - 6丁目。川面村に囲まれた村域で、宝塚駅北側で交通至便のため、明治期から住宅街となった。
- 江戸時代の検地記録には、野洲場、谷洲場、夜須場とも書かれる。宝塚の最も古い記載は、寛文12年（1672年）の安場村検地記録にある[3]。
- 明治18年に川面村へ併合されて以来、産土神である皇太神社のだんじり祭は、川面神社と共催されるようになった。

## 交通

### 鉄道
- JR福知山線、宝塚駅（旧川面村）
- 阪急宝塚本線、宝塚駅（旧川面村）、清荒神駅（旧川面村）、売布神社駅（旧米谷村）。

### 道路
- 二級国道176号福知山大阪線
- 兵庫県道484号一般県道尼崎宝塚線（尼宝線。1966年2月の主要地方道昇格時に県道42号へ改番）

### バス
- 阪急バス
- 阪国バス

## 作品
- アドルフに告ぐ（手塚治虫）- 兵庫県川辺郡小浜村の御殿山が殺人現場。